# Lomariopsis latipinna
Lomariopsis latipinna är en ormbunkeart som beskrevs av Robert G. Stolze. Lomariopsis latipinna ingår i släktet Lomariopsis och familjen Lomariopsidaceae. Inga underarter finns listade.